# Phyllonotus pomum
Phyllonotus pomum is een slakkensoort uit de familie van de Muricidae. De wetenschappelijke naam van de soort werd in 1791 voor het eerst geldig gepubliceerd door Johann Friedrich Gmelin als Murex pomum.

## Beschrijving
Het gedraaide, sterk bolvormige, massieve slakkenhuis van Phyllonotus pomum, dat bij volwassen slakken een lengte tot 12,5 cm bereikt, heeft een ruw en oneffen oppervlak met spiraalvormige, fijne streepjes en afgeronde, kielvormige opstaande randen. De drie varices per krans lopen axiaal over de schelp als dikke, ronde uitstulpingen, die aan de voorzijde bedekt zijn met gekrulde en deels opstaande lamellen. De schelp draagt echter geen stekels. Tussen de uitstulpingen bevinden zich langgerekte bulten, waarvan de achterste veel groter en hoger is. De draad is hoog, bijna conisch en puntig. In totaal telt het slakkenhuis zeven tot acht boogvormige windingen, die aan de bovenkant licht afgeplat zijn, in het begin langzaam toenemen en een ingesneden, enigszins onregelmatige naad hebben. De mondrand is licht gerimpeld en bij de columella recht omhoog gekruld, de buitenlip is dicht getand. De vrijwel ronde schelpopening eindigt in een vrij kort, naar beneden gebogen sifonkanaal, dat bedekt is met twee holle lamellen. Het schild is bruingeel of roodbruin met een bruine band op het bovenste deel van de kransen. De richels en hun lamellen zijn afwisselend bruin en wit, de columella en het binnenste van de schelpopening zijn okergeel, de columellarlip is helder kastanjebruin en de buitenste lip heeft drie kastanjebruine vlekken.
Phyllonotus pomum heeft een korte radula met zeer sterke tanden – de sterkste bekende in de Muricidae-familie – waarmee hij grote en bijna ronde gaten boort, zelfs door dikke kalkhoudende schelpen. Via het geboorde gat steekt de slak zijn snuit in het vlees van het slachtoffer. De voorkeursprooi bestaat uit grote exemplaren van de oestersoort Crassostrea virginica, waarvan de populatiedynamiek aanzienlijk wordt beïnvloed door de slak.

## Verspreiding en leefgebied
Phyllonotus pomum komt voor in de Caraïbische Zee, de Golf van Mexico en rond de Kleine Antillen, in de Atlantische Oceaan tussen North Carolina en het noorden van Brazilië. De slak is vaak te vinden op zachte en harde substraten, zoals oesterbanken. Het leeft in de getijdenzone en op diepten van ongeveer 200 meter.